# Sam Tsui
Samuel Tsui, detto Sam (Blue Bell, 2 maggio 1989), è un cantante statunitense.

## Biografia
La sua carriera ha inizio come celebrità di internet su Youtube, dove è conosciuto per caricare cover di canzoni di artisti popolari quali Adele, Britney Spears, Taylor Swift, Ariana Grande e Bruno Mars, così come canzoni originali, medleys e mash-up. Dal 22 giugno 2016, il suo canale YouTube ha raggiunto i 2,5 milioni di iscritti.
Il 9 febbraio 2010 Tsui pubblica il suo primo album di cover, The Covers. L'album contiene cover di canzoni di Michael Jackson, Journey, Beyoncé, Jason Mraz, Lady Gaga e altri artisti.
Nel maggio del 2013 Tsui pubblica il suo primo album di inediti, intitolato Make It Up.

## Vita privata
Il 15 aprile 2016 Tsui pubblica un video di "coming out" sul suo canale youtube, nel quale annuncia di avere una relazione con il musicista e collaboratore Casey Breves. I due si sono sposati il 16 aprile 2016 a Los Angeles, CA.

## Discografia
Album
- 2010 - The Covers
- 2013 - Make It Up

Extended Plays
- 2010 - DJ Got Us Falling in Love
- 2012 - Christmas Everyday
- 2014 - Wildfire